# Kanneltalo
La Kanneltalo (finnois : Kanneltalo) est un bâtiment situé dans la section  Kannelmäki du quartier de Kaarela à Helsinki en Finlande.

## Présentation
La Kanneltalo est l'un des sites gérés par le centre culturel d’Helsinki (fi). 
L'édifice conçu par Pekka Salminen (fi) est construit en 1992 dans le quartier de Kannelmäki.
La Kanneltalo héberge une galerie et une salle de concert de 250 places où l'on organise des spectacles musicaux, de danse et de théâtre.
En plus du centre culturel la Kanneltalo héberge la bibliothèque de Kannelmäki, le centre d’éducation des adultes de l'ouest d’Helsinki, la maison des jeunes de Kannelmäki, et un centre de vente de billets pour les événements culturels.

## Galerie

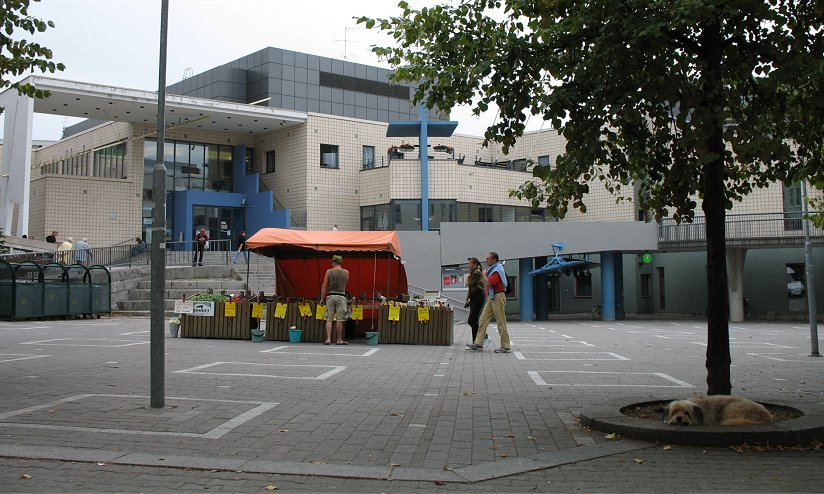
La place Sitratori devant la Kanneltalo.